# Antoine d’Orléans, duc de Montpensier

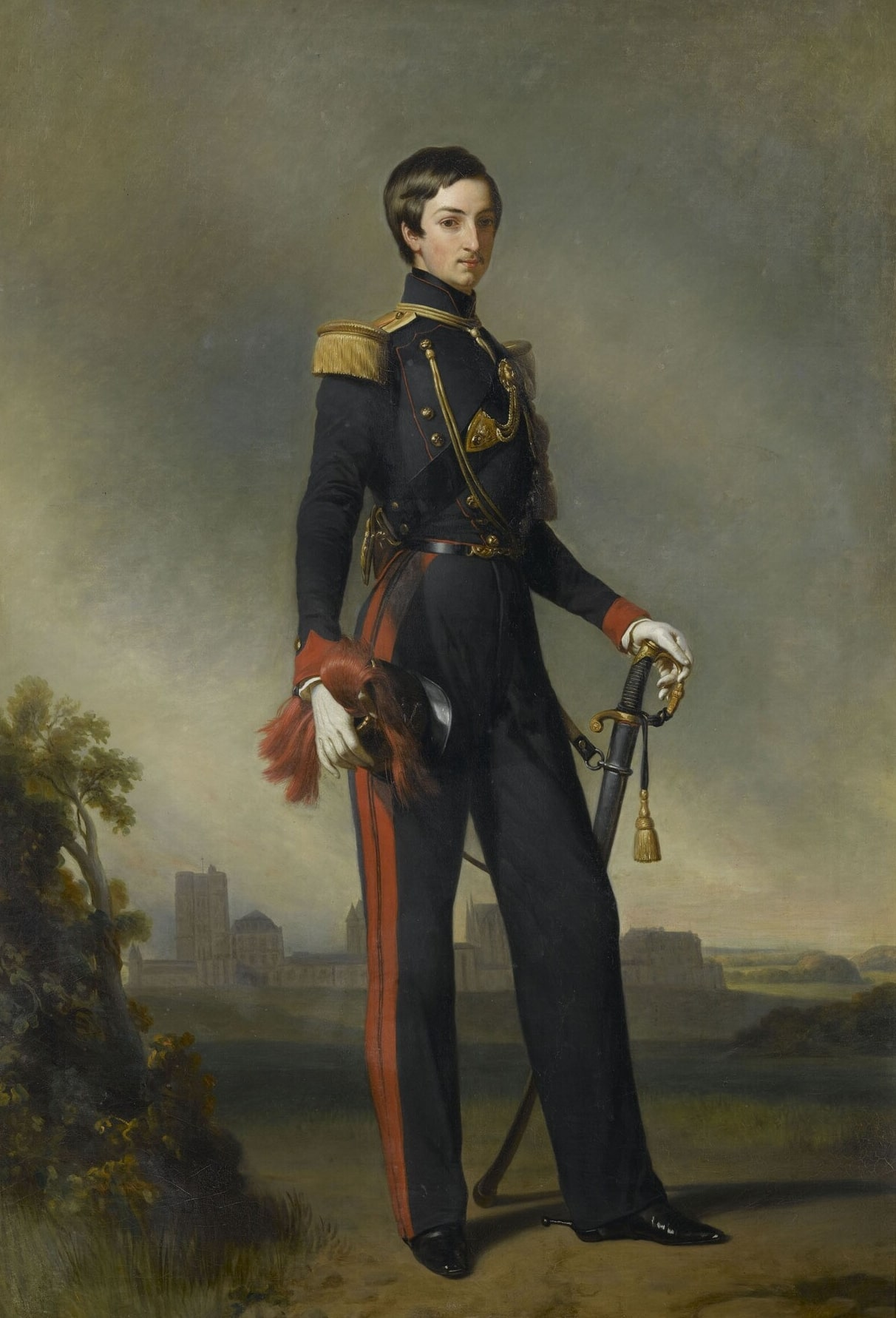
Porträt von Franz Xaver Winterhalter: Antoine d’Orléans, duc de Montpensier, 1844

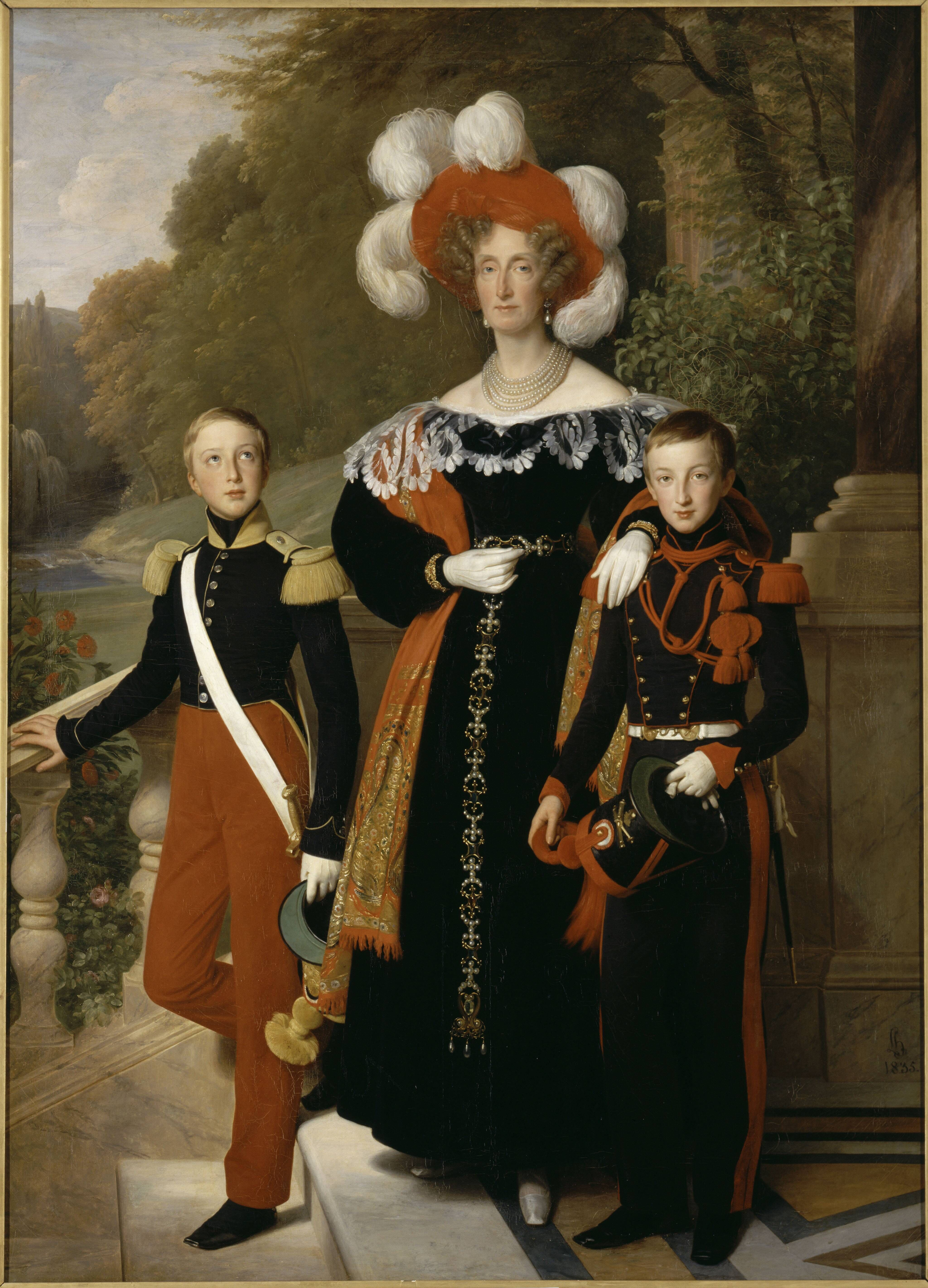
Marie Amélie de Bourbon, reine des Français, et ses deux fils cadets, 1835

Antoine-Marie-Philippe-Louis d’Orléans, duc de Montpensier (* 31. Juli 1824 in Neuilly-sur-Seine; † 4. Februar 1890 in Sanlúcar de Barrameda) war ein französischer Offizier. Während des Streits der Spanischen Thronfolge 1868–1870 galt Montpensier zeitweise als aussichtsreicher Kandidat, disqualifizierte sich aber durch die Tötung seines Konkurrenten Don Enrique von Bourbon.

## Leben

### Jugend und Herkunft
Der Herzog von Montpensier war der sechste und jüngste Sohn des Herzogs von Orléans und späteren Bürgerkönigs Louis-Philippe (1773–1850) und der Maria Amalia von Neapel-Sizilien (1782–1866). Er trat 1842 in das 3. Artillerieregiment ein, nahm 1844–45 an mehreren Feldzügen in Algerien teil und wurde am 10. Oktober 1846 mit der spanischen Infantin Maria Luisa Ferdinanda (1832–1897) vermählt, wodurch sich das Haus Orléans bei der voraussichtlichen Kinderlosigkeit der Ehe der Königin Isabella II. den spanischen Thron gesichert zu haben glaubte.

### Späteres Leben
Nach der Februarrevolution 1848 begab er sich nach England, dann nach Spanien, wo er in Sevilla residierte und am 10. Oktober 1859 zum Generalkapitän der spanischen Armee und Infanten von Spanien ernannt wurde. Anfang Juli 1868 kam die spanische Regierung einer vor allem unter den höheren Offizieren der Armee weit verbreiteten Verschwörung auf die Spur, die nach Entthronung der Königin den Herzog von Montpensier auf den spanischen Thron bringen wollte und wies den Herzog aus Spanien aus, der, nachdem er seine spanischen Titel und Würden niedergelegt hatte, dem Befehl gehorchte, aber nach der Septemberrevolution 1868 von Lissabon nach Sevilla zurückkehrte.

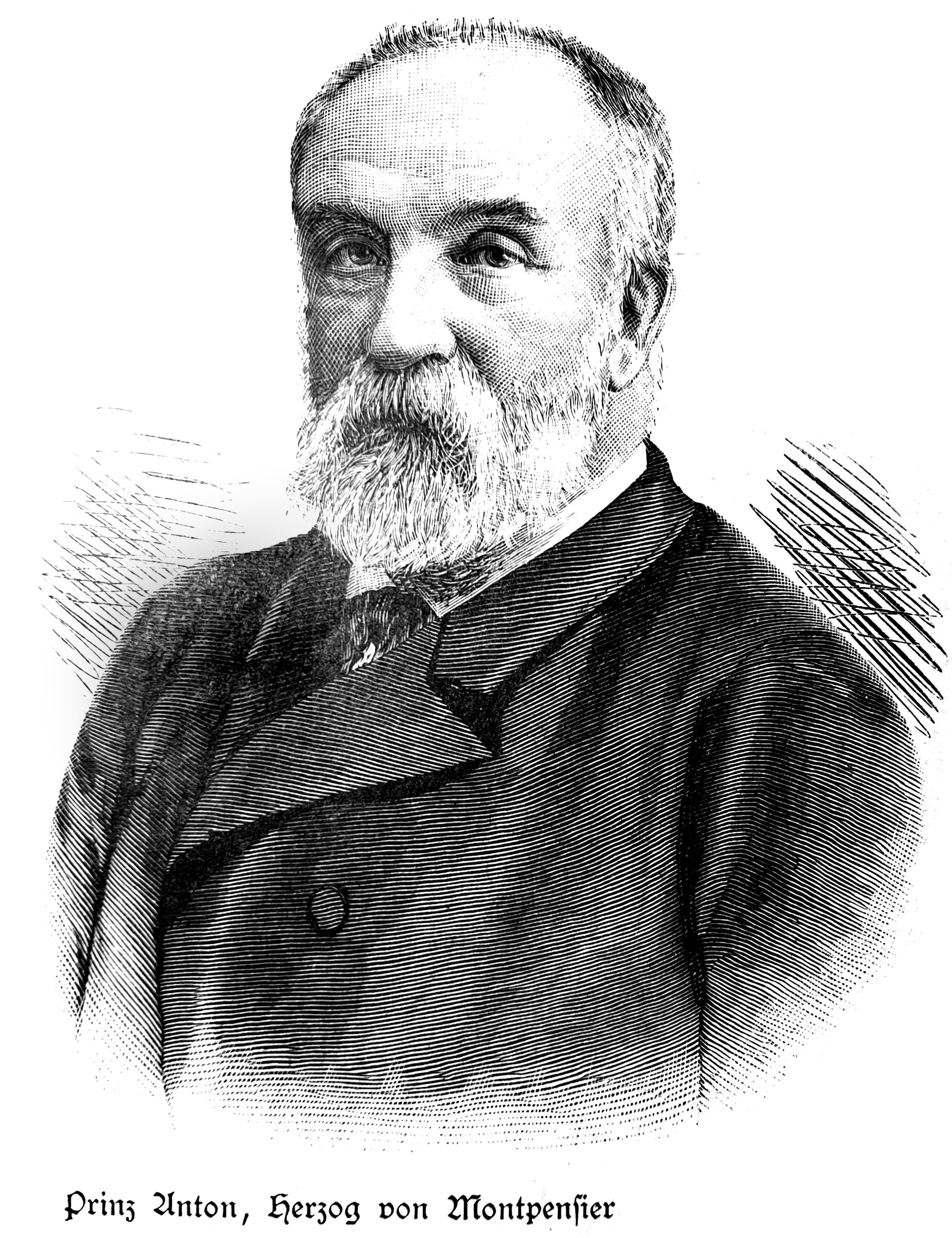
Antoine d’Orléans, duc de Montpensier (Prinz Anton, Herzog von Monpensier), um 1890

Seine Hoffnung, nun auf den Thron erhoben zu werden, ging aber nicht in Erfüllung, da er beim Volk so wenig beliebt war, dass er 1870 zweimal bei den Corteswahlen durchfiel. Auch hatte er den Einfluss Napoleons III. gegen sich, der keinen Orléans in Spanien zum König haben wollte. Wegen seiner ehrgeizigen Ränke geriet er mit seinem Cousin, dem Infanten Don Enrique von Bourbon, in Streit und erschoss diesen am 12. März 1870 im Duell. Bei der Königswahl am 16. November 1870 erhielt er nur 25 Stimmen. Er verließ Spanien und begab sich 1871 wieder nach Frankreich, wo er sich mit der Königin Isabella versöhnte. Antoine d’Orléans, duc de Montpensier wurde im Real Sitio de San Lorenzo de El Escorial begraben (Pantheon der Infanten, Kapelle 1).

## Nachkommen
Aus der Ehe gingen neun Kinder hervor, von denen nur fünf das Erwachsenenalter erreichten:
- Maria Isabella (1848–1919) ⚭ 1864 Louis Philippe Albert d’Orléans, comte de Paris
- Maria Amalia (1851–1870)
- Maria Christina (1852–1879), starb als Verlobte des spanischen Königs Alfons XII.
- Maria de la Regla (1856–1861)
- Fernando (1859–1873)
- Maria de las Mercedes (1860–1878) ⚭ 1878 König Alfons XII. von Spanien
- Felipe Raimundo Maria (1862–1864)
- Antonio Maria Luis Felipe Juan Florencio (1866–1930) ⚭ 1886 Infantin María Eulalia von Spanien, Tochter von Königin Isabella II. von Spanien
- Luis Maria Felipe Antonio (1867–1874)

## Orden
- Großkreuzritter der Ehrenlegion
- Ritter des Ordens vom Goldenen Vlies
- Kollane des Ordens von Karl III.
- Ritter des Hosenbandordens